# 許孚遠
許 孚遠（きょ ふえん、? - 1604年）は、中国明の官僚。福建巡撫在任中、日本に間諜を派遣し、明軍の日本遠征を計画した。

## 生涯
浙江省湖州府徳清県に生まれ、万暦10年（1582年）に科挙の進士科に合格した。官歴は工部主事から始まり、吏部主事に転じた後、通政使司右通政に昇進した。万暦20年（1592年）、福建巡撫の張汝済が解任されたため福建巡撫に起用された。折りしも日本軍が朝鮮を占領しており（文禄・慶長の役）、北京の兵部尚書の石星の命令で福建から日本に間諜を派遣することになっていたため、錦衣衛指揮の史世用を密航船の海商に変装させて大隅国内之浦（現在の鹿児島県肝付町）に潜入させた。
史世用は薩摩の島津義久の侍医をしていた明人の許儀後から日本事情を聞きだし、日本の諸大名は豊臣秀吉の独裁権力を恐れていやいや臣従しているだけで、本心は秀吉を嫌っている者が義久はじめ数多いと知った。このため史世用は明軍20万を日本に派遣し、反秀吉の諸大名と連合すれば、秀吉は朝鮮から撤兵せざるをえないと許孚遠に通報してきた。そこで許孚遠は日本遠征軍派遣を北京に進言するとともに、第二の間諜を日本に派遣した。しかし、北京の石星は自らのエージェントである沈維敬のルートで日本との講和を進めていたため、経費のかかる遠征案を退けた。
一方、福建では万暦21年（1593年）の不作のため米価が高騰したため、許孚遠は米価の値上げを禁じる措置をとったが、米商人の売り惜しみが発生し、飢える者が続出した。このため「撫臣の許孚遠は道学を以って自負しているが、経済に疎く、軍民の上に立つのが難しい」と非難する官僚もあった。
翌万暦22年（1594年）、スペインのフィリピン総督（呂宋酋長）の子が福州府に使者を送り、華僑が反乱を起こして総督を殺し、その船を奪って逃げたと訴えてきた。許孚遠がこの件を上奏すると、ルソンの使者は厚くもてなし、日本事情を偵察させるようにせよと勅許が降りた。福州とマニラの間で外交交渉もあったようである。
この年、許孚遠は南京大理寺卿に転任を命じられた。明は副都南京にも中央官制を置いていたが、名目だけの閑職であった。日本との講和が破綻し石星が失脚すると、許孚遠は兵部右侍郎を拝命した。万暦32年（1604年）、病没。時論は賢人であると評した。著作に「敬和堂集」があり、そのなかの三篇が「明経世文編」に収録されている。